# Cel·lofana

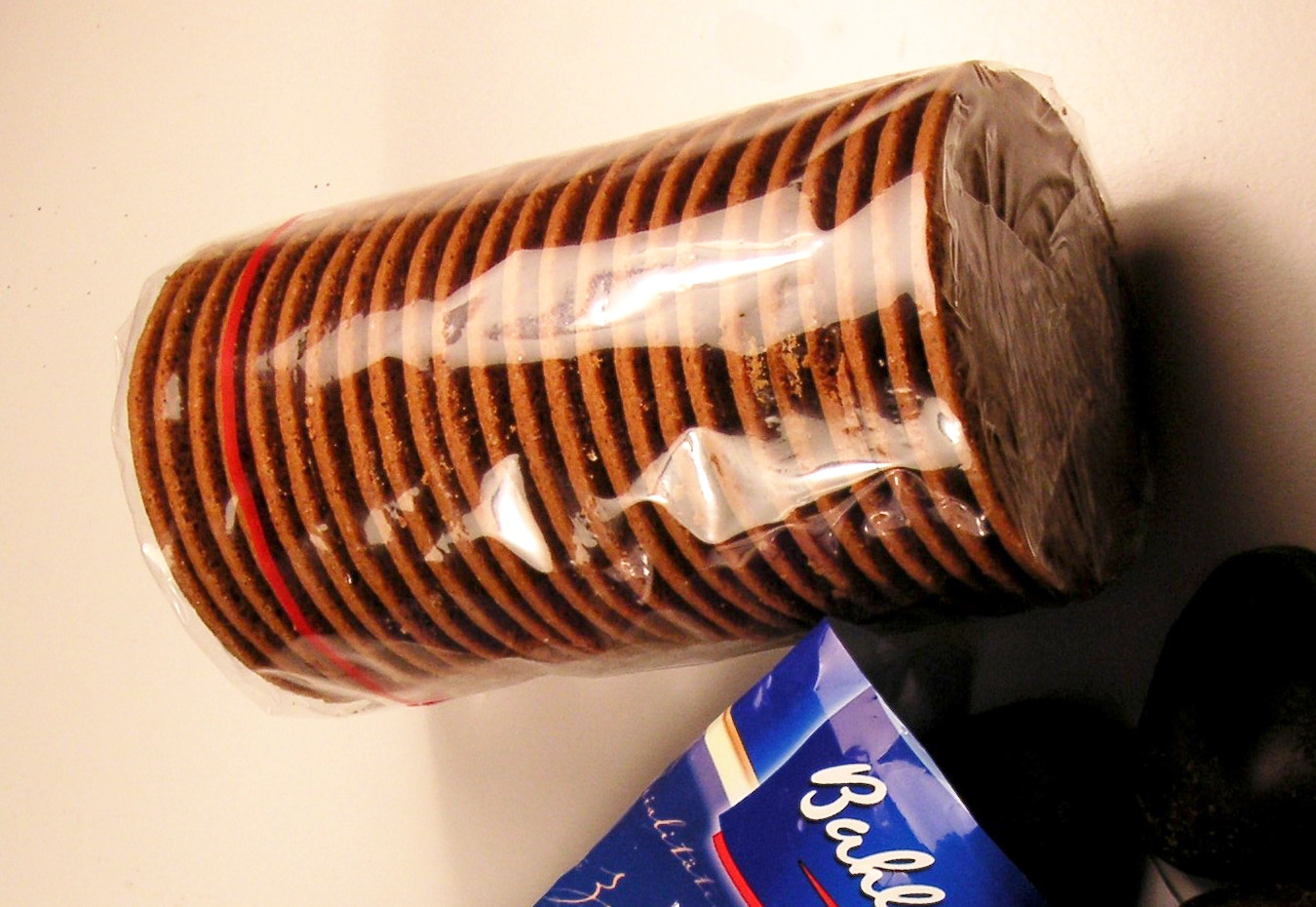
Bossa de cel·lofana transparent amb parells de galetes unides per xocolata.

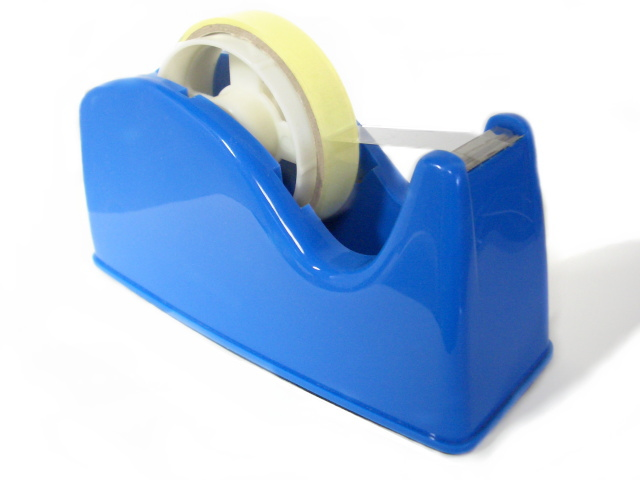
La cinta cel·lo està feta amb cel·lofana

La cel·lofana és un polímer natural derivat de la cel·lulosa. Té l'aspecte d'una pel·lícula fina, transparent flexible i resistent a esforços de tracció, però molt fàcil de tallar. És biodegradable i no resisteix bé la humitat, ja que tendeix a absorbir-la.

## Fabricació
El procés de fabricació consisteix a dissoldre fibres de fusta, cotó o cànem en un àlcali per a fer una solució anomenada viscosa o raió. Després és extreta a través d'una ranura i se submergeix en un bany àcid que la torna en cel·lulosa. Per mitjà d'un procés similar, per extrusió es produeix una fibra anomenada raió.

## Història
La cel·lofana va ser inventada per l'enginyer tèxtil suís Jacques I. Brandenberger el 1908. Després de veure com es vessava vi sobre les estovalles de la taula d'un restaurant, Brandenberger va tenir la idea de produir un recobriment transparent per a la tela que la fera impermeable. Experimentant, va trobar una forma d'aplicar la viscosa líquida a la tela, però la combinació va resultar massa rígida i no era pràctica d'utilitzar. No obstant això la pel·lícula transparent se separava fàcilment del suport de tela, raó per la qual va abandonar la seua idea original atret per les possibilitats del nou material. La baixa permeabilitat de la cel·lofana tant a l'aire com al greix i els bacteris la fa útil com a material per a embolcall d'aliments.
La companyia de llaminadures Whitman dels Estats Units va començar a utilitzar la cel·lofana per a embolicar llaminadures el 1912. Van ser els consumidors més grossos de cel·lofana importada de França fins a prop de 1924, quan DuPont va construir la primera planta nord-americana de cel·lofana. El 1935 es va establir la British Cellophane Ltd, una empresa conjunta entre La Cellophane SA i Courtaulds, i el 1937 començà a operar una fàbrica per a la manufactura de cel·lofana en Bridgwater.
La cel·lofana també es fa servir per a embolicar regals i rams florals.
La pel·lícula de cel·lulosa s'ha fabricat des de 1930 fins a la data.
 A més com material d'embalatge d'aliments, també té usos industrials, com ara cintes autoadhesives i membranes semipermeables utilitzades per certes bateries. Amb el temps, el terme «cel·lofana» s'ha generalitzat, i s'usa comunament per a referir-se a diverses pel·lícules plàstiques, fins i tot algunes que no són fetes de cel·lulosa.

## Usos
S'utilitza principalment com a embolcall, encara que també va ser molt utilitzada en l'elaboració de cintes adhesives, el cellotape®, una cinta adhesiva.
Actualment és substituïda per altres polímers.
En alguns usos, se li apliquen recobriments per a complementar o modificar-ne les propietats.